# تیم ملی فوتبال زیر ۲۰ سال اروگوئه
تیم ملی فوتبال زیر ۲۰ سال اروگوئه (انگلیسی: Uruguay national under-20 football team) یا تیم ملی فوتبال جوانان اروگوئه، نماینده کشور اروگوئه در مسابقات فوتبال جوانان آمریکای جنوبی و جهان است که زیر نظر اتحادیه فوتبال اروگوئه فعالیت می‌کند. 
از افتخارات این تیم می‌توان به کسب ۸ مقام قهرمانی در مسابقات فوتبال جوانان آمریکای جنوبی و کسب ۲ مقام نایب قهرمانی در جام جهانی فوتبال زیر ۲۰ سال اشاره کرد.